# Cancelamento indevido
Um cancelamento indevido ou cancelamento acidental é um tipo particular de erro processual aritmético que fornece uma resposta numericamente correta. É feita uma tentativa de reduzir uma fração cancelando algarismos individuais no numerador e no denominador. Esta não é uma operação legítima e, em geral, não fornece uma resposta correta, mas em alguns casos raros o resultado é numericamente o mesmo como se um procedimento correto tivesse sido aplicado. Os casos triviais de cancelamento de zeros à direita ou onde todos os algarismos são iguais são ignorados.
Exemplos de cancelamentos indevidos que ainda produzem o resultado correto incluem (esses e seus inversos são todos os casos na base 10 com a fração diferente de 1 e com dois algarismos):
- {\displaystyle {\frac {19}{95}}={\frac {1\!\!{\not 9}}{\not 95}}={\frac {1}{5}}}
- {\displaystyle {\frac {16}{64}}={\frac {1\!\!{\not 6}}{\not 64}}={\frac {1}{4}}}
- {\displaystyle {\frac {26}{65}}={\frac {2\!\!{\not 6}}{\not 65}}={\frac {2}{5}}}
- {\displaystyle {\frac {49}{98}}={\frac {4\!\!{\not 9}}{\not 98}}={\frac {4}{8}}={\frac {1}{2}}.}[2]

O artigo por Boas analisa casos em bases diferentes da base 10, por exemplo, ⁠32/13⁠ = ⁠2/1⁠ e seu inverso são as únicas soluções na base quatro com dois algarismos.
O cancelamento indevido pode ocorrer com mais algarismos, como, por exemplo, ⁠165/462⁠ = ⁠15/42⁠, e até mesmo com diferentes quantidades de algarismos (⁠98/392⁠ = ⁠8/32⁠).

## Propriedades elementares
Quando a base é um número primo, não há nenhuma solução com dois algarismos. Isso pode ser provado por absurdo: suponha que haja uma solução. Sem perda de generalidade, podemos dizer que essa solução é
{\displaystyle {\frac {a||b}{c||a}}={\frac {b}{c}},\ {\rm {base}}\ p,}
em que a dupla barra vertical indica concatenação dos algarismos. Deste modo temos
{\displaystyle {\frac {ap+b}{cp+a}}={\frac {b}{c}}\implies (a-b)cp=b(a-c).}
Mas {\displaystyle p>a,b,a-c}, como eles são algarismos na base {\displaystyle p}; além disso, {\displaystyle p} divide {\displaystyle b(a-c)}, como {\displaystyle p} é primo e {\displaystyle p>b}, então {\displaystyle p|(a-c)}, logo {\displaystyle a=c}. Portanto {\displaystyle b(a-c)=0}, o que implica que {\displaystyle (a-b)cp=0}, ou seja, {\displaystyle a=b}, o que é um absurdo pelas definições do problema. (se {\displaystyle a=b}, então o cálculo se torna {\displaystyle {\frac {a||a}{c||a}}={\frac {a}{c}}\implies {\frac {a||a}{a||a}}={\frac {a}{a}}=1}, que é um dos casos triviais excluídos.)
Outra propriedade é que o número de soluções na base {\displaystyle n} é ímpar se e somente se {\displaystyle n} é o quadrado de um número par. Isso pode ser provado de forma similar à anterior: suponha que tenhamos a solução
{\displaystyle {\frac {a||b}{c||a}}={\frac {b}{c}}.}
Então, fazendo a mesma manipulação, nós temos
{\displaystyle {\frac {an+b}{cn+a}}={\frac {b}{c}}\implies (a-b)cn=b(a-c)}
Suponha que {\displaystyle a>b,c}. Note que {\displaystyle a,b,c\to a,a-c,a-b} também é solução para a equação. Isso quase configura uma involução do conjunto de soluções para si mesmo. Mas podemos também substituir para obter {\displaystyle (a-b)(a-b)n=b(a-(a-b))\implies (a-b)^{2}n=b^{2}}, que só tem soluções se {\displaystyle n} é quadrado. Seja {\displaystyle n=k^{2}}. Tirando a raiz quadrado temos {\displaystyle (a-b)k=b\implies ak=(k+1)b}. Já que o máximo divisor comum de {\displaystyle k,(k+1)} é um, sabemos que {\displaystyle a=(k+1)x,b=kx}. Sabendo que {\displaystyle a,b<k^{2}}, então as soluções são {\displaystyle x=1,2,3,\ldots ,k-1}, isto é, tem um número impar de soluções quando {\displaystyle n=k^{2}} é um quadrado par. A recíproca da afirmação pode ser provada notando que todas essas soluções satisfazem a requisição inicial.